# La Boca

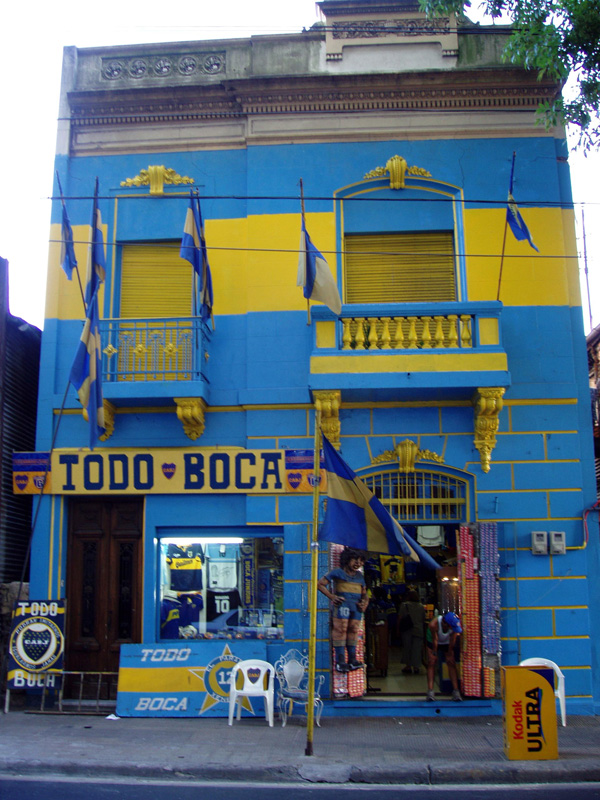
Prédio do bairro La Boca em Buenos Aires.

La Boca é um bairro da cidade de Buenos Aires, na Argentina, que por sua localização próxima ao porto, foi habitada por muitos estrangeiros que chegavam pelo porto para trabalhar. O bairro possui duas grandes atrações: O estádio do Boca Juniors (La Bombonera), o time com maior quantidade de torcedores da Argentina e conhecido por serem absurdamente fanáticos por futebol, e o Caminito, onde parte do bairro foi restaurada. O Caminito tem uma característica peculiar: as casas são construídas com tábuas de madeira, placas e telhas de metal e pintados com muitas cores.
Isso porque, quando os estrangeiros - principalmente espanhóis e italianos - construíam suas casas, usavam as tintas que sobravam dos navios do porto para pintá-las.
Os imigrantes italianos eram em grande parte genoveses. Eles criaram em La Boca os dois futuros clubes mais populares do país: não só o Boca Juniors, mas também o River Plate foi criado no bairro, posteriormente mudando-se para a área mais nobre de Belgrano. A rivalidade originou-se justamente da proximidade entre os dois clubes, só depois se acentuando em razão de o River passar a representar a elite portenha, enquanto o Boca popularizou-se como o clube dos operários. 
A herança genovesa encontra-se nas duas equipes: os torcedores do Boca são conhecidos como "xeneizes", expressão derivada de "zeneize", que quer dizer "genovês" no dialeto da Ligúria; e o branco e vermelho do River são as cores da bandeira de Gênova.

## República Independiente de La Boca

Bandeira genovesa, içada em La Boca pelos imigrantes.

La Boca, em 1882, era habitado quase que exclusivamente por imigrantes genoveses. Por desentendimentos nas relações de trabalho, promoveram uma greve geral. No transcurso da greve, como todos eram da mesma origem, declararam La Boca como região autônoma. Pensavam-na como a República de San Marino. Passo seguinte comunicaram ao rei Victor Manuel da Itália (há poucos anos unificada), ensejando o reconhecimento como nova nação. O presidente da Argentina Julio Argentino Roca pessoalmente - acompanhando o exército argentino - promoveu a dissuasão dos habitantes e retirou a bandeira genovesa que fora içada. Ainda hoje reúnem-se em La Boca simbolicamente Presidente e Ministério da República Independiente de La Boca.

## Galeria de imagens

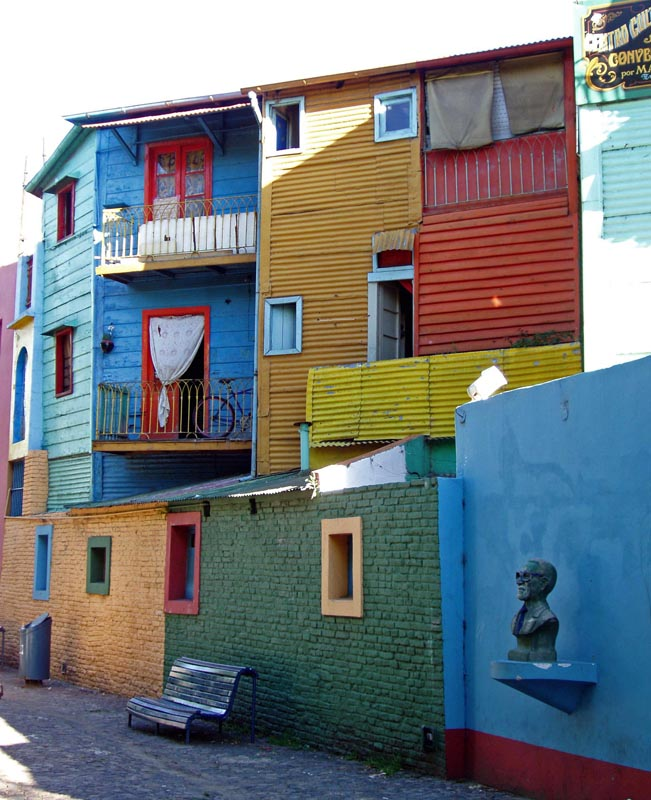
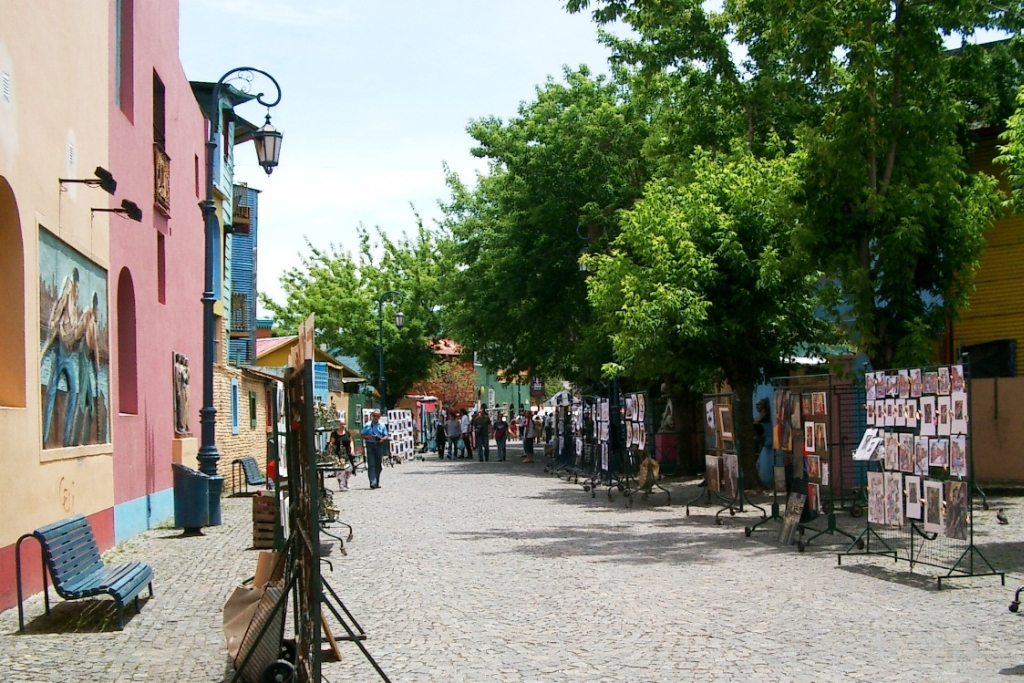
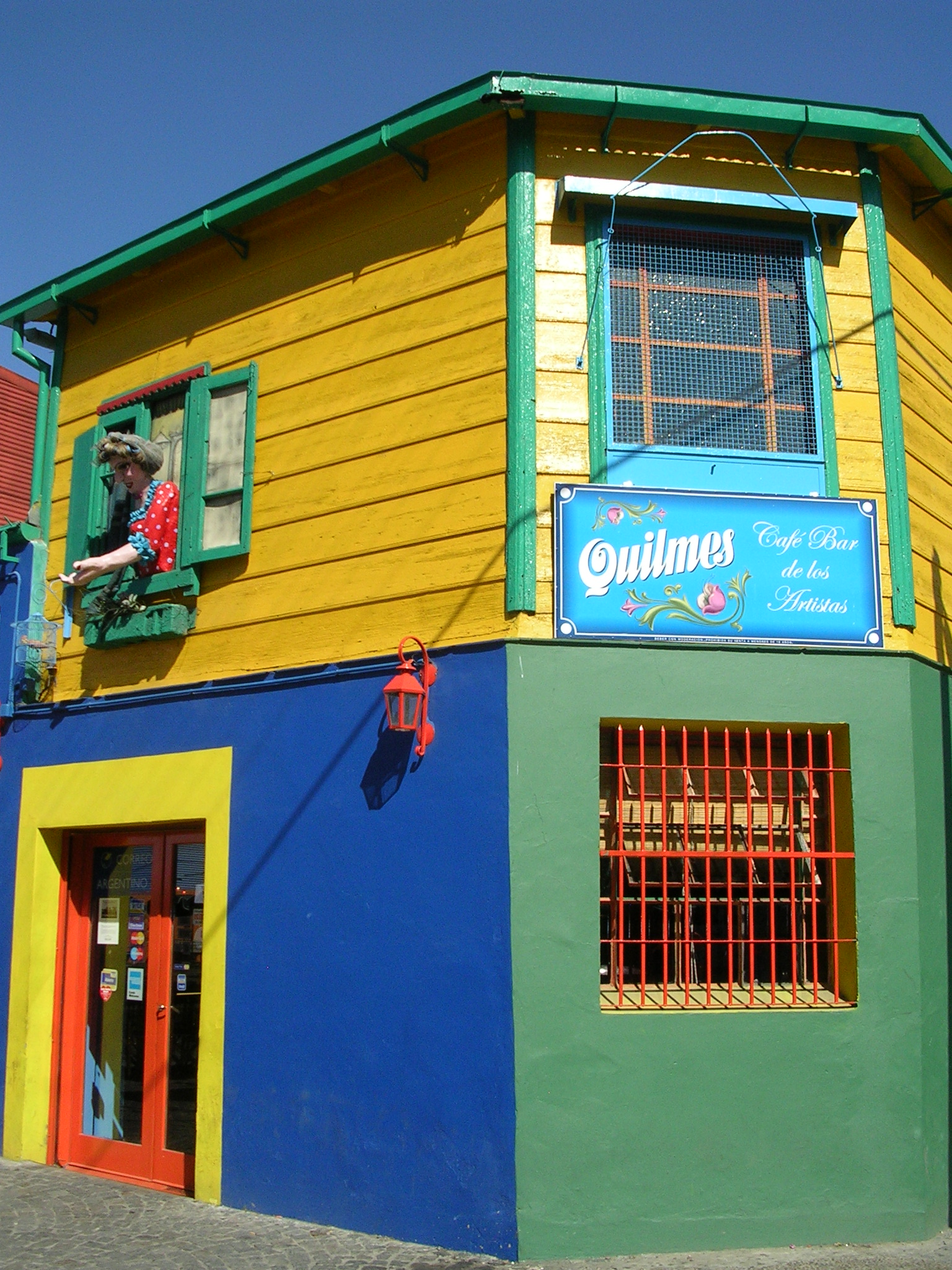
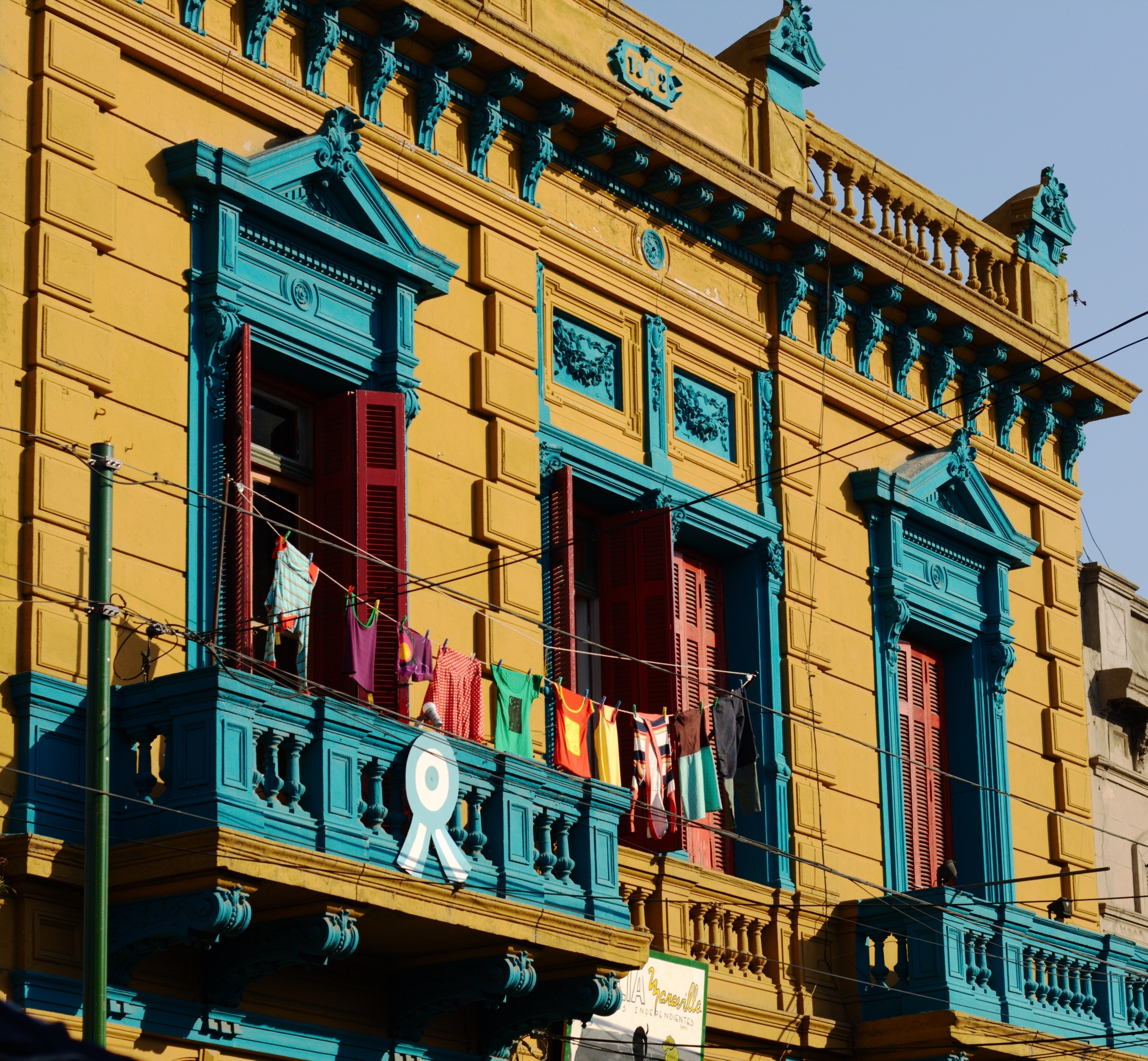